# Biron (Dordonha)
Biron é uma comuna francesa na região administrativa da Nova Aquitânia, no departamento Dordonha. Estende-se por uma área de 13,2 km². Em 2010 a comuna tinha 157 habitantes (densidade: 11,9 hab./km²).